# 上関町営バス

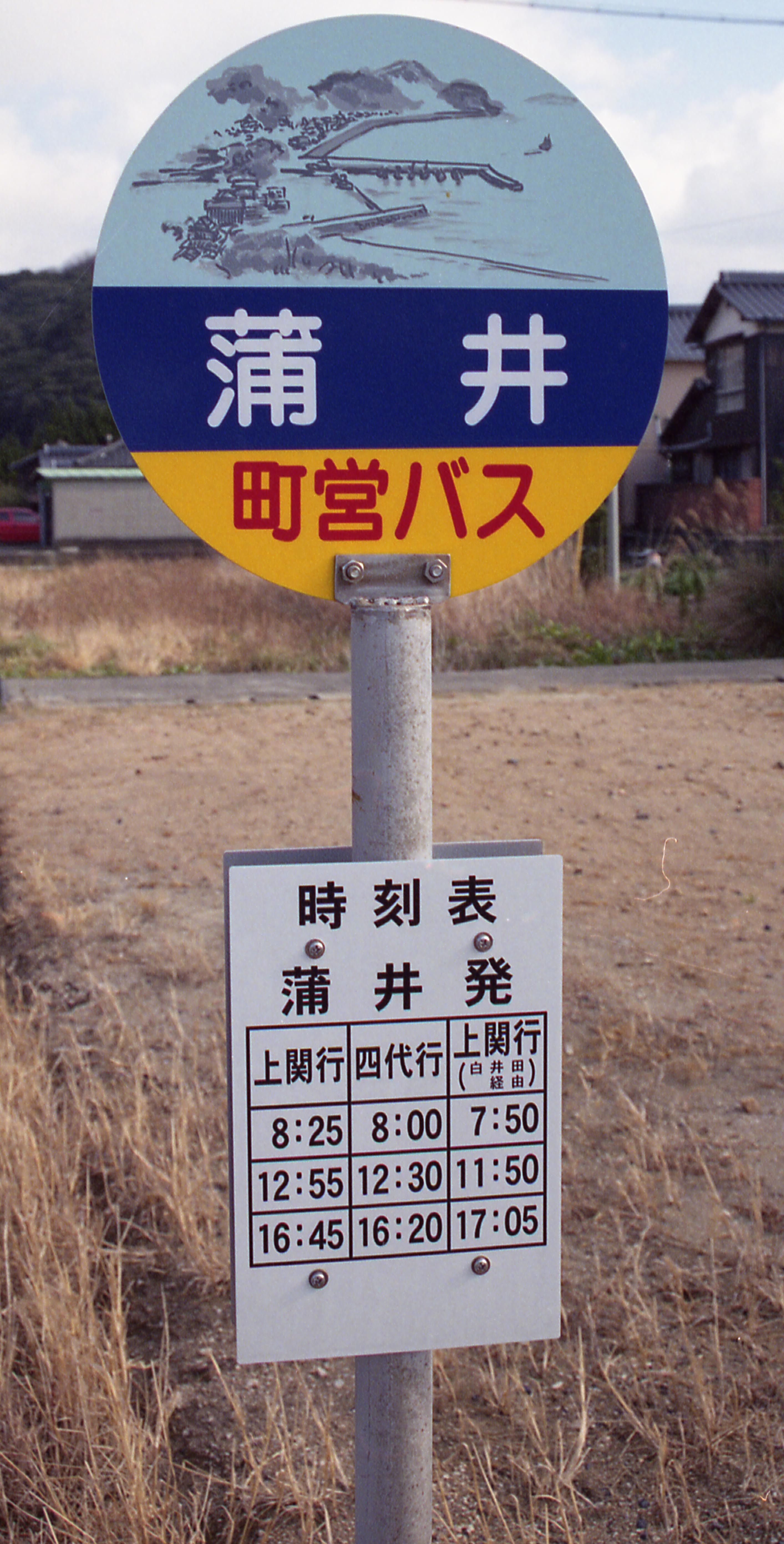
町営バスのバス停
（2000年当時）

上関町営バス（かみのせきちょうえいバス）は、山口県熊毛郡上関町にて運行している自治体バスである。

## 概要
- 料金は、10円刻みの区間制である。小人は半額で10円未満の端数は切り上げ。
- 運行形態は、道路運送法の規定に基づく自家用自動車（白ナンバー車）による有償運送である。

## 沿革
- 1987年（昭和62年）1月4日 - 町営バス（上関 - 戸津 - 白井田線）運行開始[1]。
- 2020年（令和2年）5月1日 - これまでの2台2路線体制から3台3路線体制に変更[2]。

## 路線

### 2020年5月1日改正以降
以下の路線がある。
1号車 柳井医療センター - 白井田線（緑ラインのバス）
- 柳井医療センター - 志田 - 道の駅 - 海のまち診療所 - 上関 - 白井田《20.5 km》
  - 柳井医療センター - 志田の区間は日祝日運休
  - 下り第1便および上り第5便は道の駅発着

2号車 大津 - 中ノ浦線（青ラインのバス）
- 大津 - 道の駅 - 白浜 - 海のまち診療所 - 上関 - 中ノ浦《11.7 km》
  - 下り第1便は道の駅発着

3号車 四代 - 道の駅線（赤ラインのバス）
- 道の駅 - 沖ノ浜 - 海のまち診療所 - 上関 - 四代《13.5 km》

### 2020年5月1日改正以前
かつては以下の2路線体制となっていた。
四代 - 柳井医療センター線
- 柳井医療センター - 志田 - 室津 - 上関 （ - 白井田） - 蒲井 - 四代《28.6 km》
  - 柳井医療センター方面は、実際は室津 - 柳井医療センター - 室津 - 上関の便として運行され、その区間は日祝日に運休となっていた。

大津 - 中ノ浦線
- 室津 （ - 白浜） - 練尾 - 大津《5.7 km》
- 室津 （ - 沖ノ浜） - 上関 - 戸津 - 中ノ浦《8.9 km》

## 車両
- すべての路線がトヨタハイエースで運行されている。
- 2路線体制時代には、四代 - 柳井医療センター線の車両に「あおぞら号」、大津 - 中ノ浦線の車両に「なみうち号」という愛称が付けられていた。

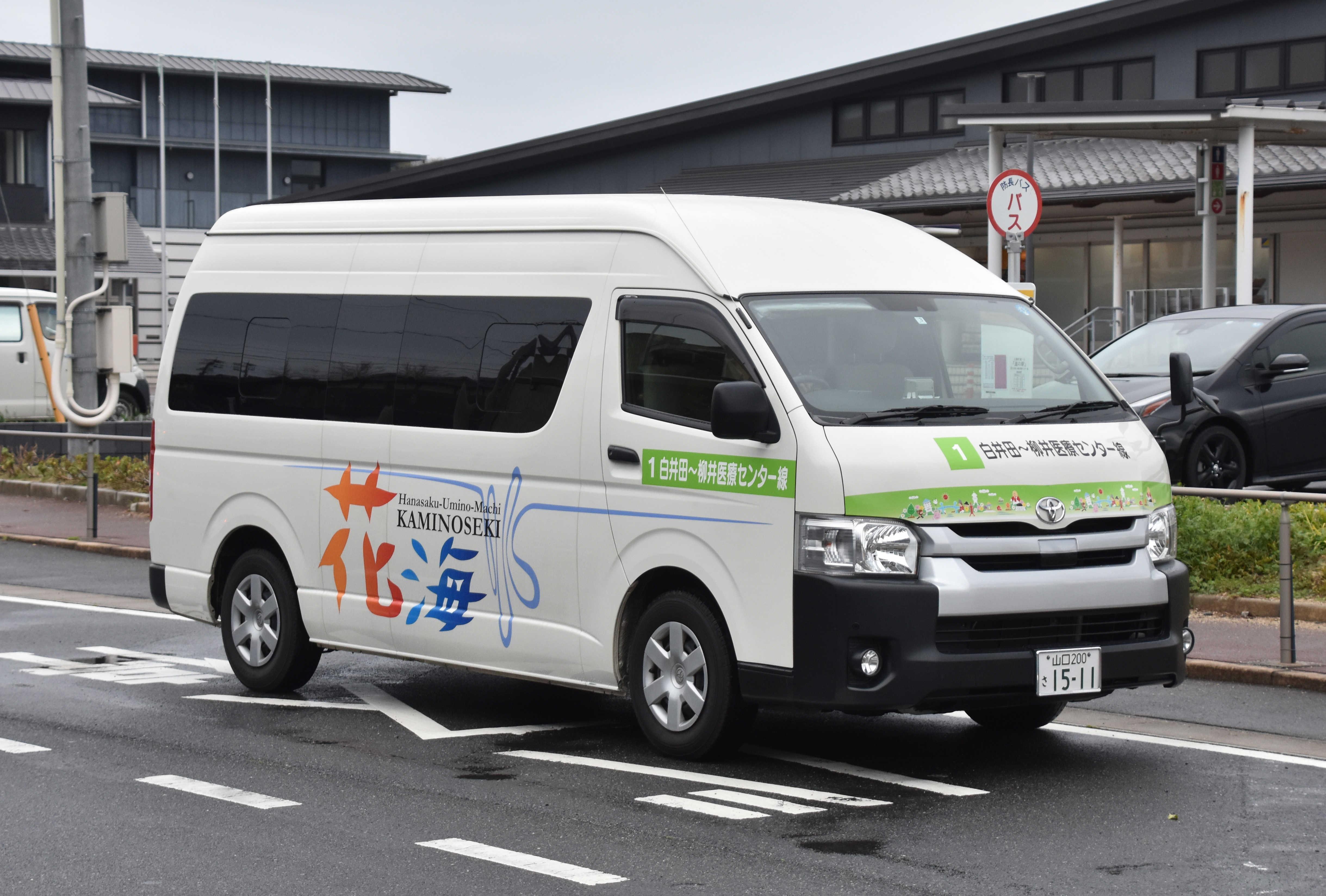
1号車（白井田 - 柳井医療センター線）
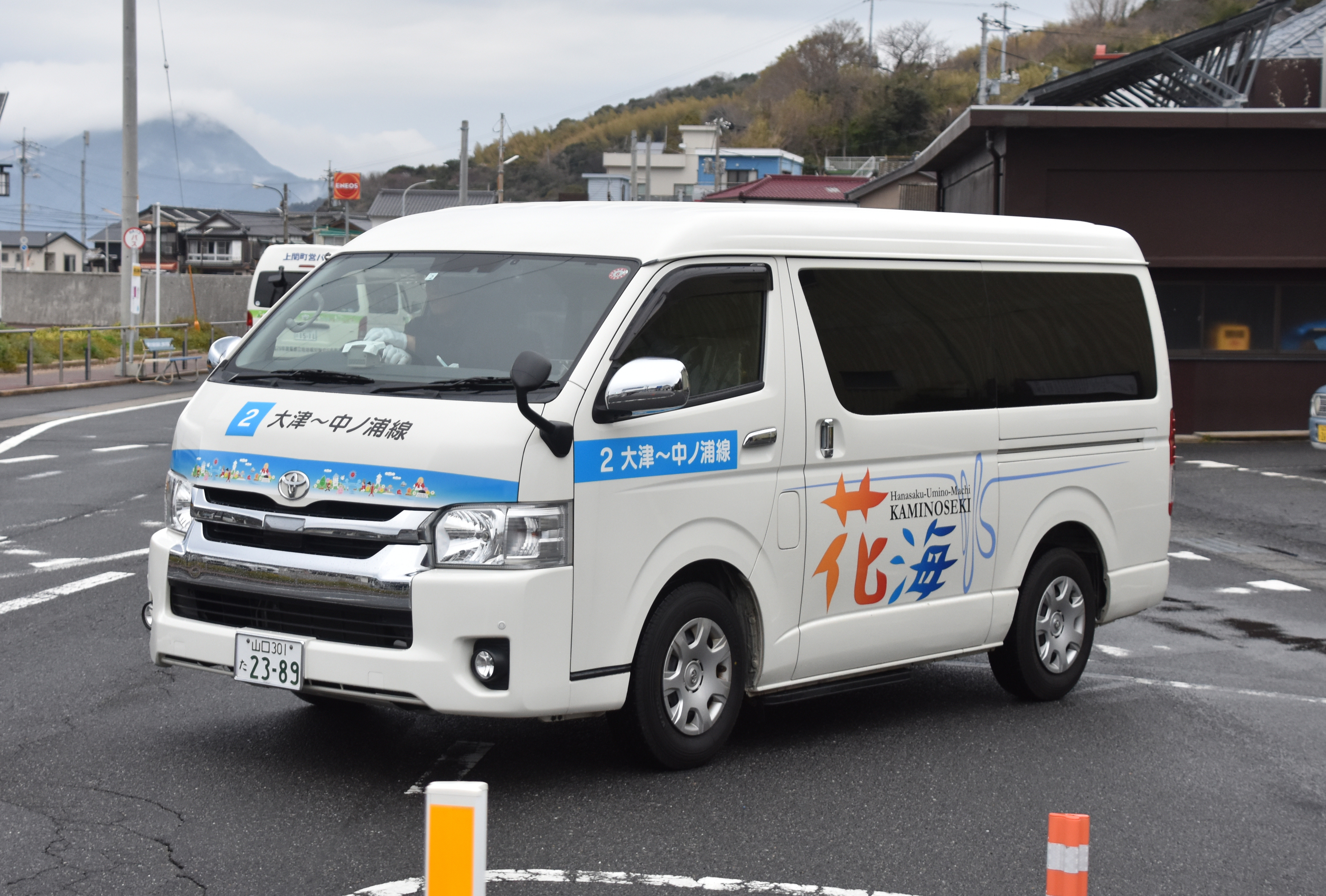
2号車（大津 - 中ノ浦線）
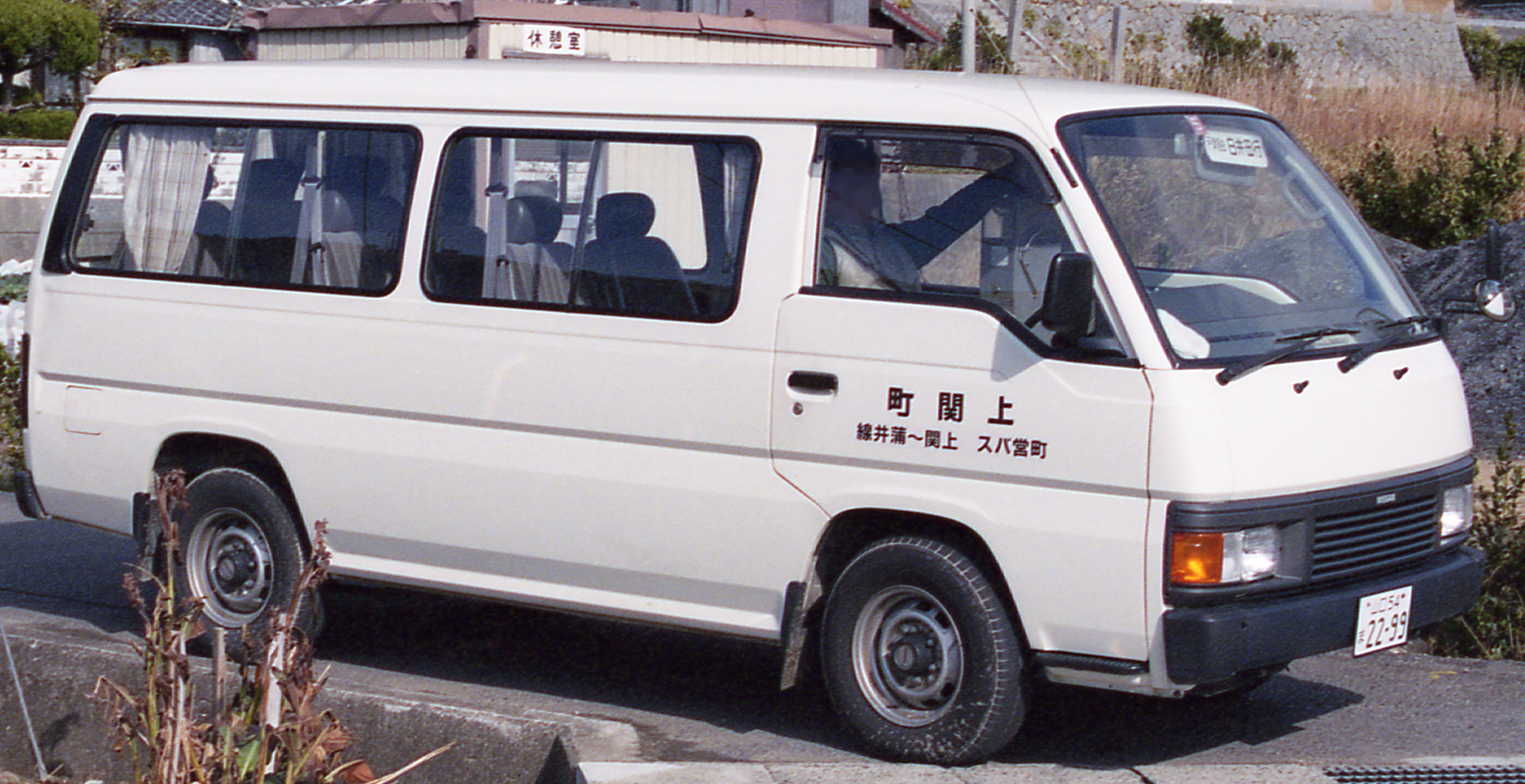
以前の車両（2000年当時） ※当時の室津 - 戸津 - 白井田 - 蒲井線